# Pilota basca als Jocs Olímpics d'estiu de 1992
Als Jocs Olímpics d'Estiu de 1992 celebrats a la ciutat de Barcelona (Catalunya) es disputaren 10 proves de pilota basca, nou en categoria masculina i una en categoria femenina. Aquesta fou la quarta participació d'aquest esport en uns Jocs Olímpics, en aquesta ocasió novament com a esport de demostració.
La competició tingué lloc al Pavelló de la Vall d'Hebron així com al Frontó Colom.

## Resum de medalles

### Categoria masculina
| Prova                            | Or                                            | Argent                                       | Bronze                                           |
| Mà individual Detalls            | Rubén Beloki                                  | Philippe Hirigoyen                           | José Quesada                                     |
| Mà per parelles trinquet Detalls | MèxicRaúl Saldaña · Pedro Santamaría          | EspanyaOskar Goñi · Joaquín Larragaña        | CubaRené Muscarditz · Pascal Cotabarren          |
| Mà per parelles frontó Detalls   | EspanyaIñaki Lujambio · Alfredo Valerdi       | FrançaPascal Juzan · Daniel Mutuberria       | MèxicFrancisco Javier Vera · Pedro Olivos        |
| Paleta Detalls                   | EspanyaÓscar Insausti · Juan Pablo García     | MèxicFernando Iniestra · Jose Antonio Musi   | ArgentinaGustavo Canut · Carlos Huete            |
| Paleta de cuir Detalls           | ArgentinaFernando Elortondo · Fernando Abadía | EspanyaFernando Mendiluce · Luís Altadill    | FrançaCarlito Arenas · Jean-Luc Cambos           |
| Pala curta Detalls               | EspanyaDaniel García · Ricardo Garrido        | MèxicFernando Iniestra · Jose Antonio Musi   | CubaRicardo González · Ismael González           |
| Pilota de goma Detalls           | ArgentinaEduardo Ross · Reinaldo Ross         | FrançaPatrick Lissar · Marc Lassalle         | EspanyaMiguel María Sagarazu · Mikel Eguinoa     |
| Cistella Detalls                 | EspanyaJuan Antonio Companion                 | FrançaPierre Bordes · Philippe Etcheberry    | MèxicJuan Pablo Valdés · Francisco Javier Valdés |
| Frontennis Detalls               | MèxicJaime Salazar · Édgar Salazar            | EspanyaRicardo Font de Mora · José Luís Roig | ArgentinaAlejandro García · Luis Cimadamore      |

### Categoria femenina
| Prova              | Or                                            | Argent                                             | Bronze                               |
| Frontennis Detalls | MèxicRosa María Flores · Míriam Aracely Muñoz | EspanyaEstefanía Navarrete · María Teresa Palacios | CubaMartha Domínguez · Haymed Valdés |

## Medaller
| Posició | País      | Or | Argent | Bronze | Total |
| 1       | Espanya   | 5  | 4      | 1      | 10    |
| 2       | Mèxic     | 3  | 2      | 2      | 7     |
| 3       | Argentina | 2  | 0      | 2      | 4     |
| 4       | França    | 0  | 4      | 1      | 5     |
| 5       | Cuba      | 0  | 0      | 4      | 3     |